# 아타바스카사우루스

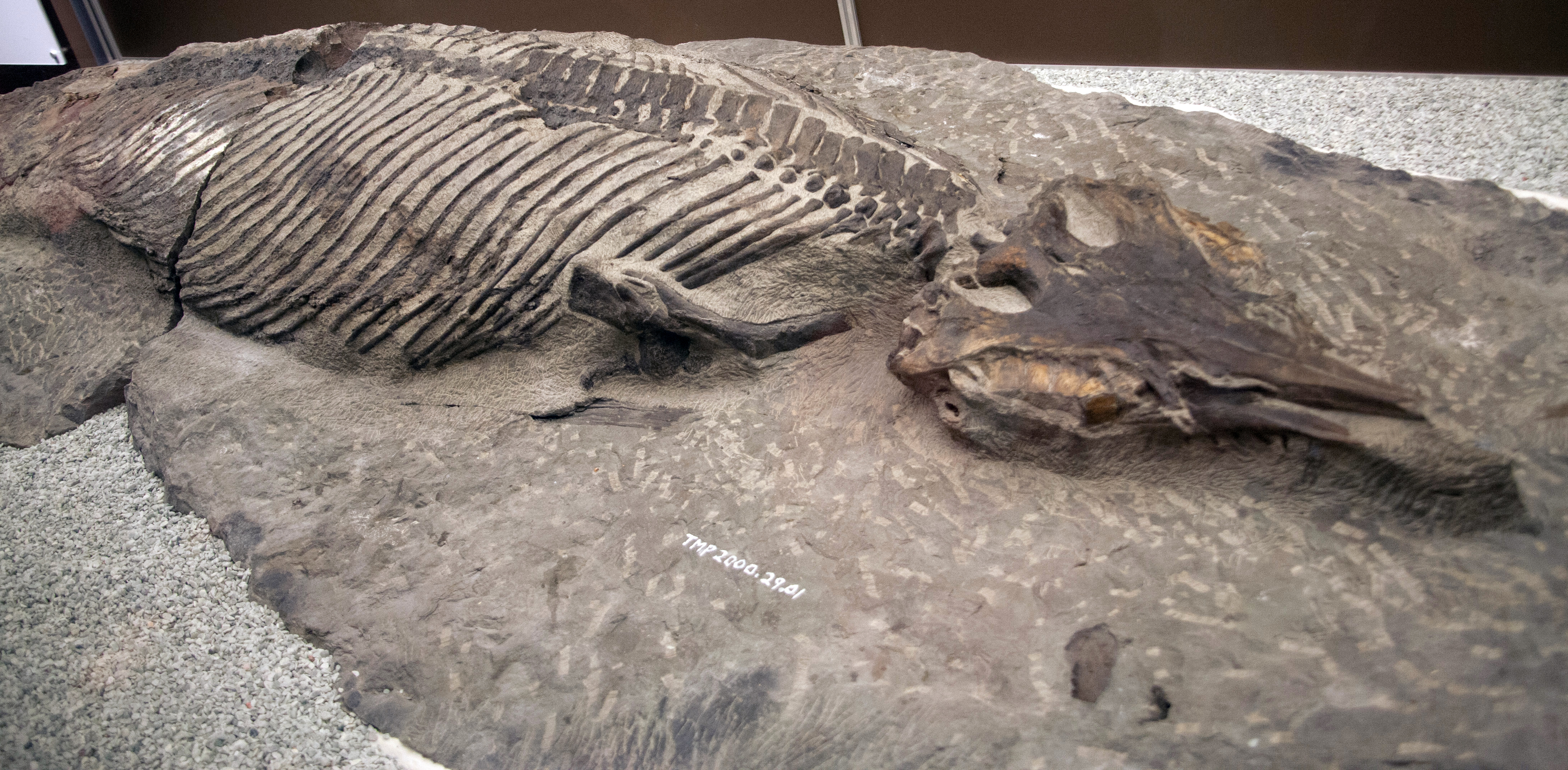

아타바스카사우루스(학명:Athabascasaurus bitumineus)는 어룡목 안공룡과에 속하는 어룡이다. 지금은 멸종된 종으로서 전체적인 몸길이가 3.5M인 어룡에선 중형급에 속한다.

## 특징
아타바스카사우루스(Athabascasaurus)는 중간 크기의 어룡으로 총 길이는 3.5m로 추정된다. 분류학적으론 아타바스카사우루스(Athabascasaurus)는 캐나다 앨버타에서 알려진 오리너구리 안구공룡의 멸종된 속이다. 픽스쳐와 동료들의 두 가지 피셔 분석은 2011년과 2012년에 각각에 의해 "플라티프테리기우스" 호주와 가장 밀접하게 관련되어 있으며 플라티프테리기니아에 둥지를 튼다는 것을 발견했다. 궤도 뒤의 두개골(아이 소켓) 부위는 안과사우루스(Aegirosaurus)와 애기로사우루스(Aegirosaurus)에 있는 것처럼 그렇게 좁지 않다. 아타바스카사우루스(Athabascasaurus)의 후두골(수리된 두개골 지붕뼈)은 후두골(궤도 뒤에 위치한 다 자란 뼈)의 윗부분 위로 확장되는 삼각형 돌출부를 가지고 있다. 아타바스카사우루스의 스쿼모살(뼈가 두개골의 뒤쪽으로 나 있음)은 안과모사우루스와 애기로사우루스의 삼각 스쿼모살과 달리 직사각형이며 플라티프테리기우스의 스쿼모살은 전혀 존재하지 않는다. 아타바스카사우루스(추골과 연결되는 부분)의 후두정맥(추골과 연결되는 부분)이 차지하지 않는 바시오카시탈(추골과 연결되는 스컬 뼈)의 뒷면에는 다른 안구공룡에 비해 표면이 거의 없다. 처음 두 척추뼈(아틀라스 및 축)는 플라티프테리기우스와 안과사우루스의 일부 표본에서처럼 보이는 경계의 어떠한 증거도 없이 단단하게 융합되어 있다. 아타바스카사우루스(Athabascasaurus)에서는 지도책의 신경 척추가 앞으로 가리키는 돌출부를 가지고 있다. 엉덩이 앞에는 42개의 척추뼈만 존재하는데 이는 안구공룡에게는 낮은 숫자다. 양쪽에 있는 하퇴부 골격(구골과 이시아)이 하나의 단위로 융합되어 있다. 이 뼈에는 이끼오푸방(작은 구멍)이 없다. 아타바스카사우루스(Athabascasaurus)는 거의 완전한 두개골 후 골격과 거의 완전한 두개골을 등사경으로 보존한 홀타입 TMP 2000.29.01로부터 알려져 있으며 프리맥시라를 놓치고 있다. 그것은 2000년에 포트 맥머레이 근처에 있는 열린 갱도 광산인 싱크루드 캐나다 베이스 광산 서쪽에서 수집되었다. 이 표본은 약 1억 1천 2백만년전 백악기 초기 알비안 단계로 거슬러 올라가는 클리어워터 형성의 와비스카우 회원에게서 발견되었다. 그 표본은 왕립 티렐 팔래온톨로지 박물관에 있다. 아타바스카사우루스는 패트릭 S에 의해 처음 이름이 지어졌다. 2010년에 드루켄밀러와 에린 E. 맥스웰(Erin E. Maxwell)의 종류는 아타바스카사우루스 비트미네우스(Athabascasaurus bitumineus)이다. 총칭은 홀로타입이 채취된 아타바스카 유사지대를 흐르는 아타바스카 강과 그리스어로 '마법사'를 뜻하는 사우로스의 이름에서 유래했다. 구체적인 명칭은 유산과 광산에서 회수된 사실을 가리킨다. 양턱에는 삼각형 톱니 모양의 이빨들이 총 15~20개가 줄지어 나 있다. 먹이로는 당대에 서식했던 물고기, 갑각류, 두족류를 주로 잡아먹고 살았을 육식성의 포식자로 추정되는 종이다.

## 생존시기와 서식지와 화석의 발견
아타바스카사우루스가 생존하던 시기는 중생대의 백악기 초기로서 지금으로부터 1억 4550만년전~1억 2000만년전에 생존했던 종이다. 생존했던 시기에는 북아메리카를 중심으로 하는 북동부 태평양과 북서부 대서양에서 주로 서식했던 어룡이다. 화석의 발견은 2010년에 캐나다와 미국으로 펼쳐져 있는 북아메리카의 백악기에 형성된 지층에서 북아메리카의 고생물학자들에 의하여 처음으로 발견되어 새롭게 명명된 종이다.

## 같이 보기
- 파충류
- 중생대
- 백악기
- 어룡
- 화석